# 蔵内次郎作

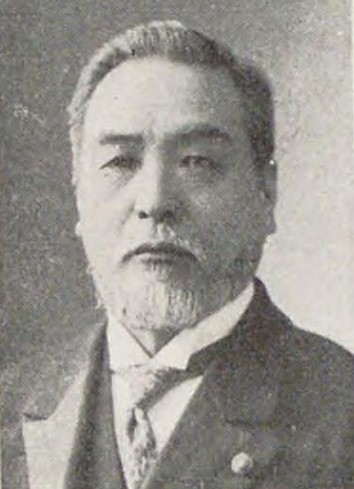
蔵内次郎作

蔵内 次郎作（藏内、くらうち じろさく、1847年2月23日（弘化4年1月9日 ） - 1923年（大正12年）7月18日）は、日本の実業家、政治家。衆議院議員。

## 生涯
豊前国築城郡深野村（現福岡県築上郡築上町大字上深野）で、代々庄屋を務めた素封家当主・蔵内新六の三男として生まれる。庄屋を務めたが、奔放な性格や米相場などで家産を傾け、1883年、縁者の久良知政市を頼って田川郡弓削田村（現田川市）に移住した。
甥で養子の蔵内保房と共に零細な炭鉱経営から始めたが、1885年、峰地炭鉱を開坑した。その後、足立炭鉱を開坑するなど経営を拡大し、伊藤伝右衛門と並び称される鉱主となり、蔵内鉱業取締役、大日本養殖取締役、九州採炭取締役、若松炭礦取締役、日本格羅謨取締役などを務めた。
1908年5月、第10回衆議院議員総選挙で福岡県郡部から出馬し当選。以後、第14回総選挙まで連続4回の当選を果たし、衆議院議員を連続五期務めた。議場で痛烈な野次を飛ばしたことで知られた。在任中に病のため東京の自宅で死去した。

## 本邸
本邸は、旧所有者の寄附により築上町所有となり、2002年（平成14）に敷地内の建造物が12件、国の登録有形文化財に登録、2017年（平成29年）2月9日付で敷地内庭園が、国指定名勝「旧藏内氏庭園」に指定された。
敷地面積は、7.135㎡、延床面積が1.250㎡あり、2013年（平成23）4月から「旧蔵内邸」として有料で一般公開されている。

## 年譜
- 1847年　誕生
- 1883年　親戚を頼って、田川郡弓削田村（現福岡県田川市）に赴く。
- 1885年　弓削田村に峰地炭鉱を開坑して、炭鉱経営者としてのスタートをきる。
- 1893年　企救郡（福岡年北九州市小倉北区）に足立炭鉱を開坑。
- 1902年　添田坑区84万坪の未開発地域の開坑に着手。
- 1908年　衆議院議員に初当選。
- 1913年　川崎村（福岡県田川郡川崎町）、大任村（福岡県田川郡大任町）の大峰炭鉱を譲渡。
- 1916年　峰地炭鉱と大峰炭鉱を合併し、蔵内鉱業が発足、保房が社長に就任。
- 1921年　鎮西公園を現在の田川市に寄贈。
- 1923年　死去

## 親族
蔵内家は江戸時代には深野村（築上町上深野）の庄屋で蔵内（クラチ）と言ったが、維新前後に反政府活動に加わった者が出たことから、クラウチと読みを変えた。同族に久良知（クラチ）家がある。
- 父・蔵内新六[6]
- 甥・養子 蔵内保房 (1863-1921) - 兄・栄蔵の長男、田川銀行頭取、福岡県多額納税者[1]。14歳で父が亡くなり、次郎作の養子となった。豊津藩の洋学校「大橋洋学校」で学び、田能村竹田の収集家としても知られた。岳父の久良知政市は久良知寅次郎の兄で、兄弟ともに田川郡内の炭鉱経営者。[6]
- 孫・蔵内次郎兵衛（1892-1967） ‐ 蔵内鉱業社長、福岡県多額納税者。豊津中学中退後、家業を継いだ。娘婿に日比谷吉雄（日比谷平左衛門の孫)、多田貞敏（多田勇雄の二男）。[6][7]
- 孫・蔵内正次（1893-1951） ‐ 蔵内鉱業常務、福岡県多額納税者。豊津中学を経て早稲田大学に進学したが、中退して家業を手伝った。妻は朝鮮総督府技師・宇都宮寛の娘・かよ。かよの弟の岳父に平野耕輔。長男・蔵内正臣の岳父に玉屋 (百貨店)グループ創業家・田中丸善八。[6][7]
- 長男・蔵内修治（1918-1993） ‐ 政治家。自身の弁によると次郎作78歳のときの子になる。[8]